# Boîte à musiques de Metz
Cet article possède un paronyme, voir Boîte à musique (homonymie).
La BAM, abréviation de Boîte à Musiques, est une salle de musiques actuelles située dans le quartier de Borny à Metz et ouverte depuis le 26 septembre 2014.

## Historique
Projet lancé avec celui du réaménagement du quartier de Borny dès 2010, la construction de la salle des musiques actuelles conçue par l'architecte Rudy Ricciotti démarre le 21 mars 2012.
Le complexe culturel de la BAM, lié de près avec celui des Trinitaires ainsi que l'Arsenal doit allier représentation scénique et création artistique. C'est pourquoi il est composé d'une grande salle de spectacle, accompagnée de studios de répétition, dont le plus grand accueillera aussi le public, même dans une moindre mesure que la scène principale.
L'espace culturel de la BAM ouvre ses portes le 27 septembre 2014, sur trois jours se dérouleront des concerts d'inauguration dont celui de Woodkid.

## Les salles
Le complexe se compose de deux salles visant l'accueil du public :
- la Grosse salle : principal espace scénique avec une capacité de 1 200 places debout[2] ;
- le Studio scène : dédié premièrement aux répétitions et à la création mais également à la représentation, avec 120 places.